# Rugby Americas North
Rugby Americas North o RAN è l’organismo di governo del rugby a 15 in America settentrionale e nei Caraibi.
Costituitosi nel 2001 con il nome di North America and West Indies Rugby Association, è l'emanazione territoriale di World Rugby nel citato ambito geografico.
La denominazione attuale risale al 2015.
Rugby Americas North organizza un campionato maschile seniores di rugby a 15 e maschile e femminile seniores di rugby a 7, nonché il ramo nordamericano-caraibico delle qualificazioni alla Coppa del Mondo di rugby.
Rugby Americas North è presieduta dal 2017 dal messicano Miguel Carner.

## Storia
Nella regione nordamericano/caraibica esisteva dal 1975 un sottocomitato regionale, West Indies Rugby Union (successivamente Rugby West Indies), fondato dalle federazioni dei Paesi insulari del centro America.
Nel 2001 Rugby West Indies incorporò Stati Uniti e Canada dando vita a North America West Indies Rugby Association o NAWIRA.
Rugby West Indies portò in dote alla nuova confederazione il suo torneo internazionale, il campionato dei Caraibi, poi divenuto campionato nordamericano con l'ingresso di Canada e Stati Uniti e oggi noto come Rugby Americas North Championship; nel 2009 l'organismo cambiò nome in North America Caribbean Rugby Association o NACRA.
Americas Rugby North organizza la regione settentrionale della zona americana di qualificazione alla Coppa del Mondo tramite il suo torneo maggiore, l'Americas North Championship; al 2016 dichiarava circa 1 600 000 praticanti, di cui circa il 10% tesserati; alla stessa data dichiarava anche la seconda più alta cifra assoluta di praticanti di sesso femminile tra le varie confederazioni continentali.
Dal 20 agosto 2017 il presidente di Rugby Americas North è Miguel Carner, messicano e già giocatore con la sua nazionale, padre di Miguel jr, anch'egli rappresentante il Messico nella disciplina.

## Competizioni
Rugby Americas North ha ereditato da Rugby West Indies il campionato caraibico, una manifestazione regionale che si tiene dal 1966; il torneo, successivamente rinominato NAWIRA Championship e successivamente NACRA Championship, ha preso il nome di Rugby Americas North Championship ed è un torneo nordamericano sebbene gli Stati Uniti vi partecipino solo con una selezione locale, gli USA South, e il Canada non vi prenda parte affatto.
Tra il 2003 e il 2011 tenne anche un torneo a XV femminile che tuttavia non ebbe un seguito per carenza di giocatrici nella disciplina.
Nel rugby a 7 altresì Rugby Americas North organizza i tornei sia maschili che femminili, rispettivamente RAN Sevens e RAN Women's Sevens, entrambi usati come qualificazione olimpica quando il calendario lo richiede.

## Federazioni associate
Federazioni rugbistiche affiliate o associate a Rugby Americas North al 31 maggio 2019.
In corsivo le federazioni non affiliate a World Rugby.
Gli anni tra parentesi sono relativi all'affiliazione a World Rugby.
- Bahamas (1996)
- Barbados (1995)
- Bermuda (1992)
- Canada (1987)
- Curaçao[4]
- Giamaica (1996)
- Guyana (1995)
- Guyana francese[5]
- Isole Cayman (1997)

- Isole Vergini britanniche (2001)
- Martinica[5]
- Messico (2004)
- Repubblica Dominicana[5]
- Stati Uniti (1987)
- Saint Lucia (1996)
- Saint Vincent e Grenadine (2003)
- Trinidad e Tobago (1992)
- Turks e Caicos[4]